# Black & Blue
| Совокупная оценка    | Совокупная оценка |
| Источник             | Оценка            |
| -------------------- | ----------------- |
| Metacritic           | (61/100)          |
| Оценки критиков      |                   |
| Источник             | Оценка            |
| Allmusic             | [ 4 ]             |
| Billboard            | (positive)        |
| CDNow                | (favorable)       |
| Entertainment Weekly | C                 |
| Q                    | [ 5 ]             |
| Robert Christgau     | [ 7 ]             |
| Rolling Stone        | [ 8 ]             |
| Yahoo! Music         | (5/10)            |

Black & Blue (с англ. — «Черный и синий») — четвёртый студийный альбом группы Backstreet Boys, вышедший в 2000 году. Black & Blue был распродан по всему миру в количестве 5 млн экземпляров в первою неделю продаж, но оставался на вершине чартов только 2 недели. Всего продажи альбома составляют 24 млн экземпляров. Диск получил статус платинового более чем в 30 странах, и золотой статус в десяти. Первый сингл с альбома, «Shape of my heart» оказался в первую неделю продаж на первом месте в хит-парадах Австрии, Голландии, Германии, Канады, Норвегии, Швейцарии, Швеции.

## Об альбоме
Из 13 композиций альбома 2 были написаны самими участниками группы, а 6 песен в соавторстве с ними.
Идею названия альбома подал Брайан Литтрелл во время фотосъёмки в Лос-Анджелесе, где участники группы были одеты в чёрное на синем фоне. В поддержку альбома было решено отправиться в тур «Вокруг света за 100 часов» — Backstreet Boys дали концерты в таких странах как Швеция, Япония, Австралия, ЮАР, Бразилия и США. 55 часов были потрачены на путешествия, 45 — на выступления.

## Список композиций
Основная версия (США)
1. The call (Макс Мартин, Рами) – 3:24
2. Shape of my heart (Макс Мартин, Лиза Мисковски, Рами) – 3:50
3. Get another boyfriend (Макс Мартин, Рами) – 3:05
4. Shining star (Ник Картер, Хауи Дороу, Franciz, Lepont) – 3:22
5. I promise you (with everything I am) (Дэн Хилл) – 4:23
6. The answer to our life (Ник Картер, Хауи Дороу, Брайан Литтрелл, Эй Джей Маклин, Кевин Ричардсон) – 3:17
7. Everyone (Кристиан Лундин, Андреас Карлссон) – 3:30
8. More than that (Adam Anders, Franciz, LePont) – 3:44
9. Time (Ник Картер, Хауи Дороу, Брайан Литтрелл, Эй Джей Маклин, Кевин Ричардсон) – 3:55
10. Not for me (Кристиан Лундин, Андреас Карлссон, Jake) – 3:15
11. Yes I will (Brian Kieruf, Эй Джей Маклин, Josh Schwartz) – 3:50
12. It’s true (Макс Мартин, Андреас Карлссон, Кевин Ричардсон) – 4:13
13. How did I fall in love with you (Хауи Дороу, Andrew Fromm, Calum MacColl) – 4:04

Европа
1. What makes you different (makes you beautiful) (Хауи Дороу, Diamond, Андреас Карлссон) – 3:35
2. How did I fall in love with you (Хауи Дороу, Fromm, MacColl) – 4:06

Австралия и Япония
1. What makes you different (makes you beautiful) (Хауи Дороу, Diamond, Андреас Карлссон) – 3:35
2. How did I fall in love with you (Хауи Дороу, Fromm, MacColl) – 4:06
3. All I have to give (a capella) (Full Force) – 3:48

## Хит парады
| Страна              | Высшая позиция |
| ------------------- | -------------- |
| США (Billboard 200) | 1              |
| Швейцария           | 1              |
| Австрия             | 3              |
| Нидерланды          | 2              |
| Бельгия             | 11             |
| Швеция              | 3              |
| Финляндия           | 2              |
| Норвегия            | 5              |
| Дания               | 15             |
| Италия              | 6              |
| Австралия           | 2              |
| Новая Зеландия      | 10             |